# Barrio Arroyo
Barrio Arroyo és una pedania del municipi valencià de Requena, a la comarca de la Plana d'Utiel-Requena. El 2015 tenia 75 habitants.

## Geografia
El nuclies troba a l'altiplà, al marge dret del riu Magre entre Sant Joan al nord, Turquia a l'est i Roma al sud. S'accedeix des de l'A-3.

## Història i demografia
L'origen de Barrio Arroyo està lligat a una casa de labor que va pertànyer a la família Arroyo de Peralta, de la qual va prendre el nom.
A mitjan segle xix tenia un centenar d'habitants que ocupaven una trentena de cases, més o menys alineades seguint el vell camí d'Utiel al Pontón, avui carrer de San Vicente i carrer Nord. Entre 1870 i 1940 el nombre de cases es va duplicar, organitzant-se l'ampliació entorn d'un carrer principal que separa perpendicularment els carrers de San Vicente i Nord i que s'anomena carrer de la Rambla, e referència al seu origen. La resta de les cases del llogaret es va organitzar entorn d'aquests carrers principals, que formen una creu invertida.
En 1887 es van comptabilitzar 148 habitants, en 1920 van arribar a ser 212, i en 1950 van créixer fins a 253. Després d'aquesta data el descens per emigració ha estat constant (139 habitants en 1986, per a arribar als 67 habitants que té en l'actualitat). Com ocorre en altres llogarets, durant els mesos d'estiu la població augmenta bastant.

## Economia
La principal i gairebé única activitat econòmica de la població és l'agricultura, principalment el cultiu de la vinya. La Cooperativa Agrícola del Niño Jesus va ser fundada en l'any 1964. Després de successives ampliacions, en l'actualitat té capacitat per a 3.780.000 litres, i un total de 81 socis.

## Llocs d'interès
- Parc de los Trilladores, a la part alta del llogaret, es tracta d'un espai verd amb unes taules de pedra al costat d'uns espais habilitats per a encendre foc. A més hi ha un petit camp de futbol per als més petits.
- Paratges de La Pinada o la Font de la Teja on es barregen les vinyes amb els boscos o deheses.

## Festes
- Festes del Niño Jesus. Se celebren bianualment, en anys imparells, dedicades al patró del llogaret, el Nen Jesús (els anys parells les festes se celebren en el veí llogaret de Calderón). Comencen el dissabte de Glòria, amb la recollida de romaní i fabricació dels arcs amb el romaní recollit, que són dos i s'instal·len un en el centre del llogaret i l'altre en la porta de l'antiga escola. El Diumenge de Resurrecció, a l'alba, els mossos juntament amb la banda de música van al llogaret de San Juan a recollir al Nen Jesús, i després de recórrer els carrers del llogaret amb l'ambient festiu de la música, ho dipositen sota l'arc de romaní instal·lat en el centre del llogaret. Després de celebrar una missa, els veïns acompanyaran al Nen Jesús en romiatge fins a la casa de la Manchuela, on espera la Verge i es realitza l'Encontre. Com colofó es duu en processó a la Verge i el Nen fins a l'església de San Juan.
- Festes del Envero. Són les festes d'estiu, celebrades la darrera setmana del mes de juliol.